# Seznam vrcholů v Šumavském podhůří

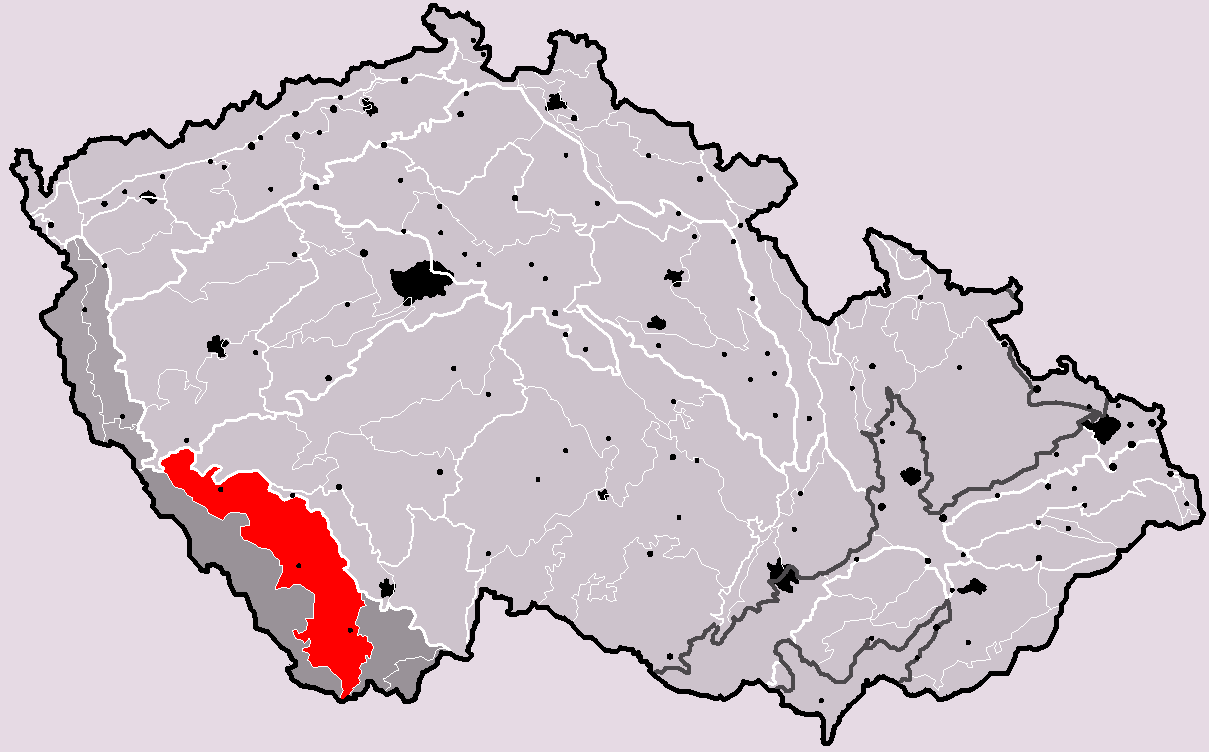
Šumavské podhůří na mapě České republiky

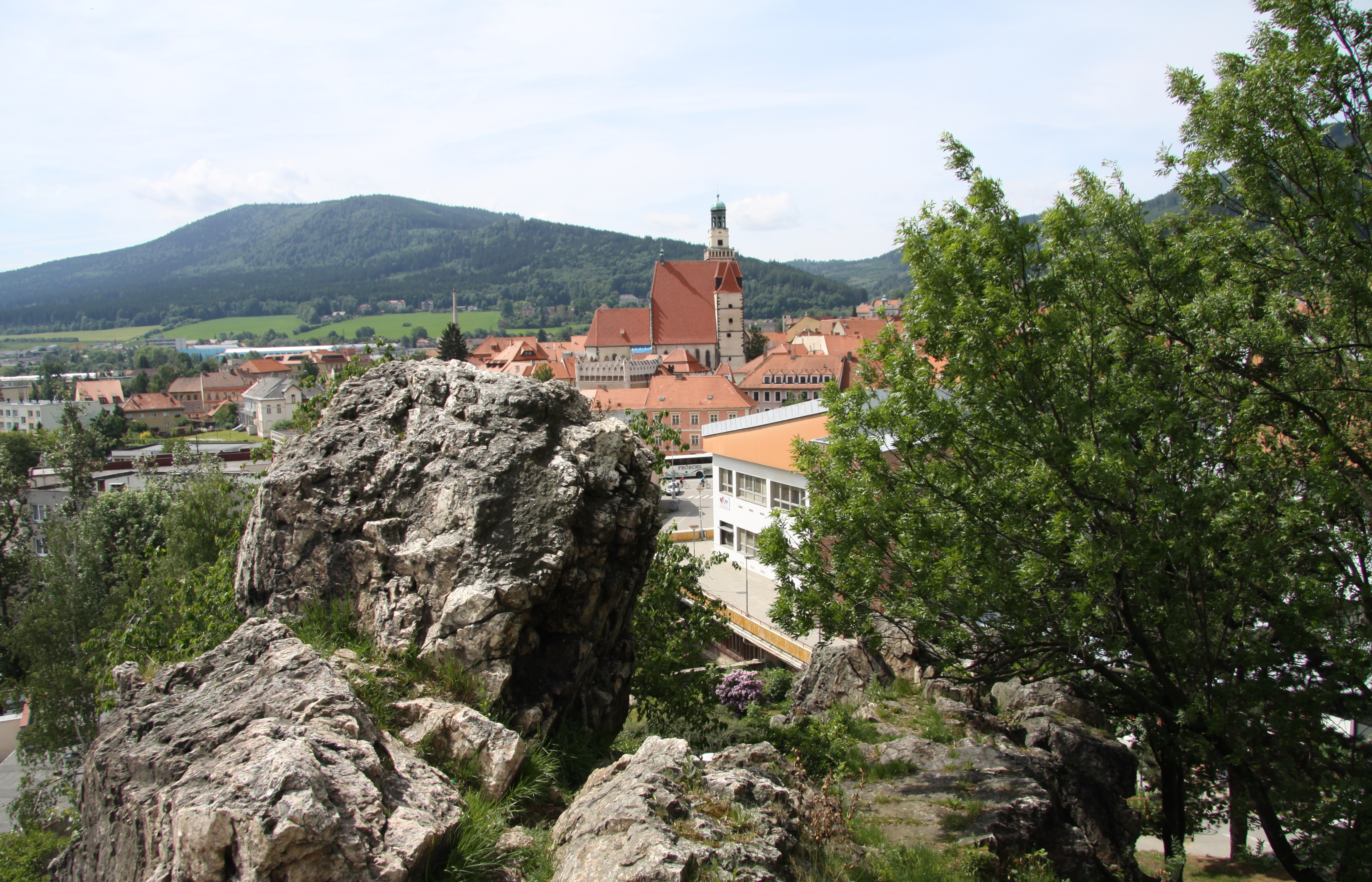
Libín (1094 m)

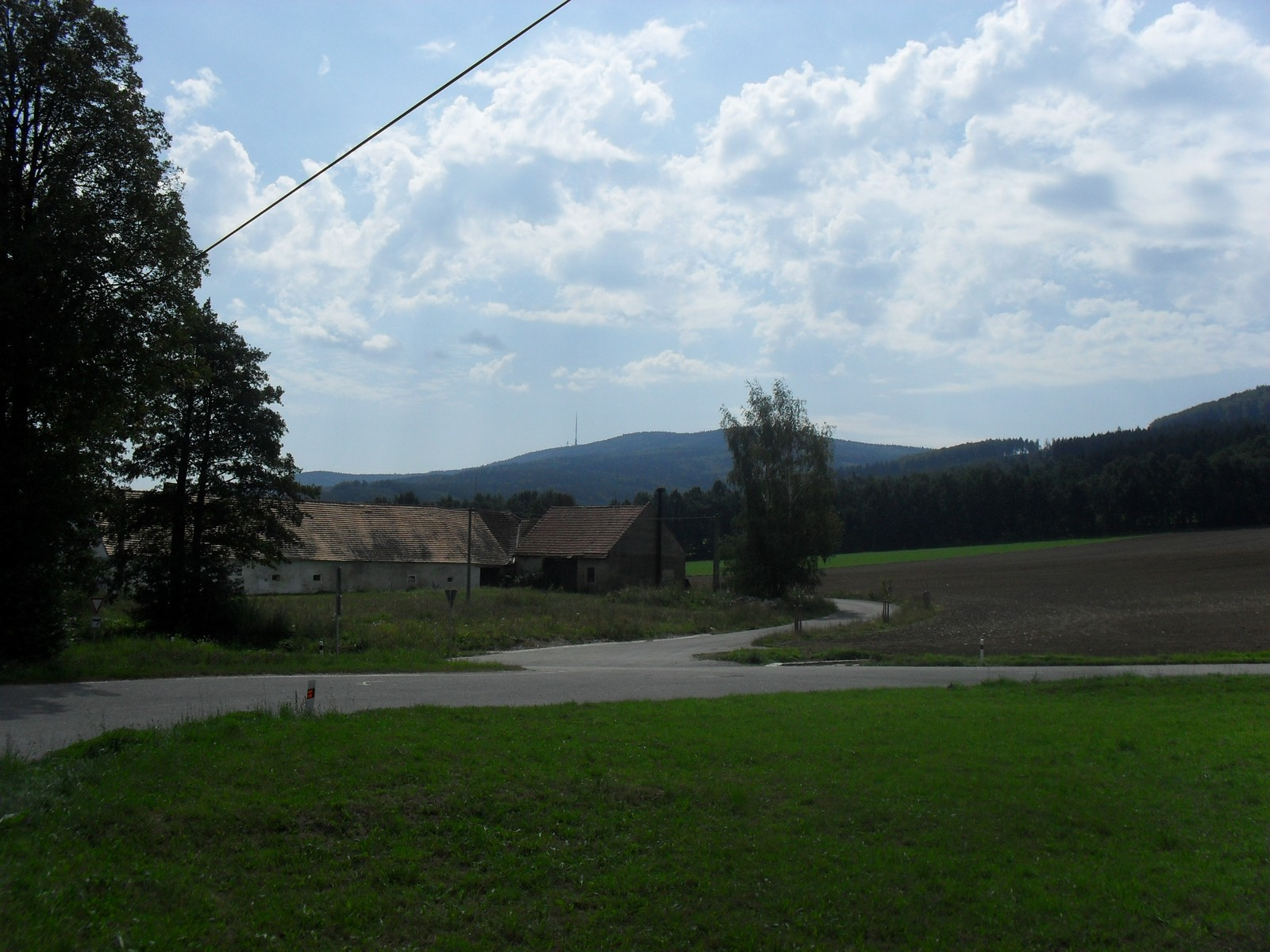
Kleť (1087 m)

Na skalce (1032 m)

Mařský vrch (908 m)

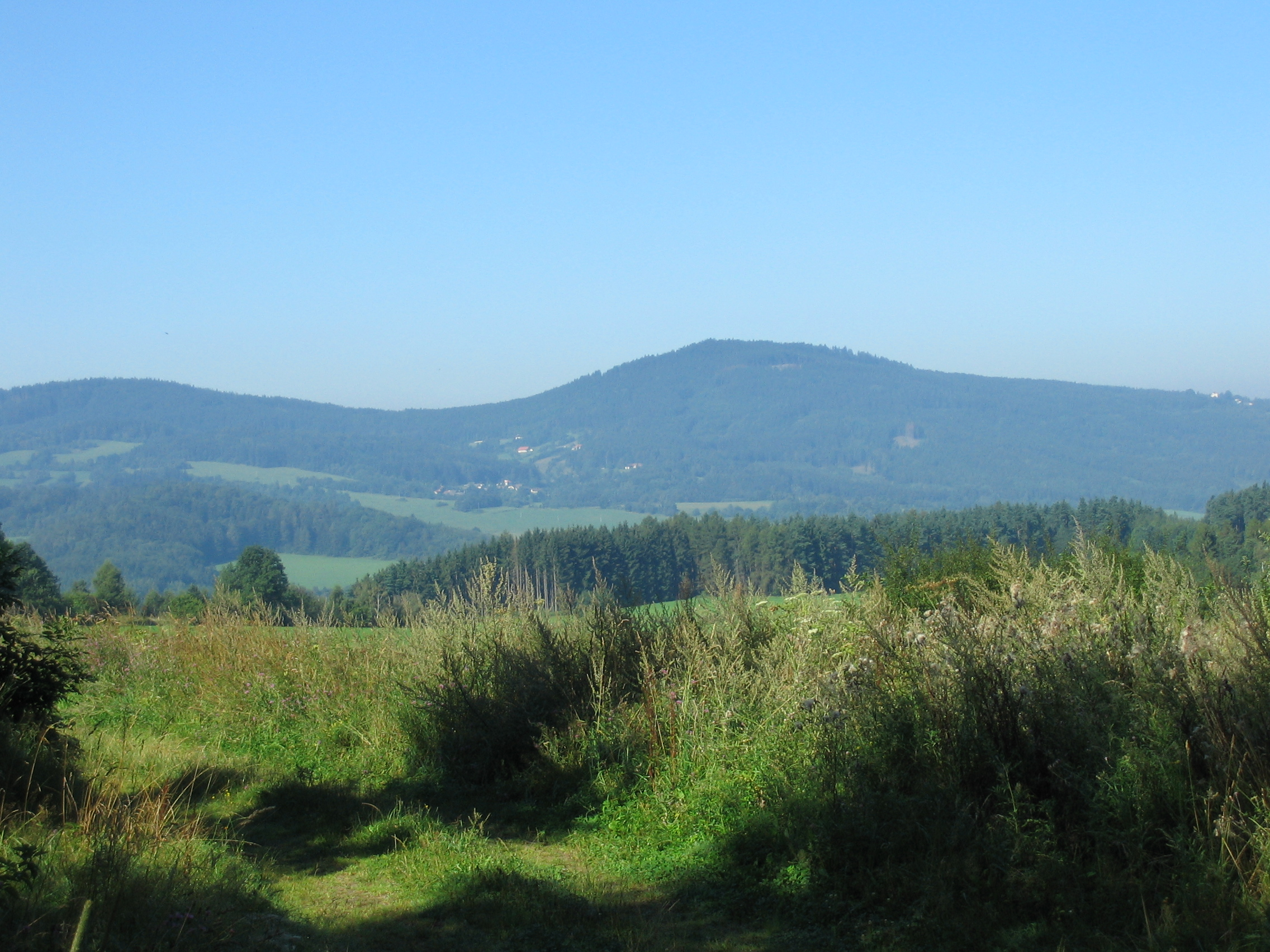
Sedlo (905 m)

Seznam vrcholů v Šumavském podhůří obsahuje pojmenované podšumavské vrcholy s nadmořskou výškou nad 900 m a dále všechny vrcholy s prominencí (relativní výškou) nad 100 m. Seznam je založen na údajích dostupných na stránkách Mapy.cz a z map Zeměměřického úřadu dostupných na Geoportálu. Jako hranice pohoří je uvažována hranice stejnojmenného geomorfologického celku.

## Seznam vrcholů podle výšky
Seznam vrcholů podle výšky obsahuje všechny pojmenované vrcholy s nadmořskou výškou nad 900 m. Celkem jich je 39, z toho 11 s výškou nad 1000 m a 19 s výškou nad 950 m. Nejvyšší horou je Libín s nadmořskou výškou 1094 m, který se nachází v geomorfologickém okrsku Libínská hornatina.
| #   | Vrchol             | Výška m n. m. | Souřadnice                       | Okrsek                | Přístup                                                                                                  |
| --- | ------------------ | ------------- | -------------------------------- | --------------------- | --- |
| 1.  | Libín              | 1094          | 48°58′42″ s. š., 14°00′40″ v. d. | Libínská hornatina    | červená turistická značka · modrá turistická značka                                                      |
| 2.  | Kleť               | 1087          | 48°51′54″ s. š., 14°17′00″ v. d. | Blanský les           | červená turistická značka · modrá turistická značka · zelená turistická značka · žlutá turistická značka |
| 3.  | Žebříkový kámen    | 1067          | 48°52′09″ s. š., 14°16′46″ v. d. | Blanský les           | modrá turistická značka · žlutá turistická značka · naučná turistická značka                             |
| 4.  | Plešný             | 1066          | 48°52′30″ s. š., 14°07′06″ v. d. | Plešenská hornatina   | neznačeno                                                                                                |
| 5.  | Malá Kleť          | 1043          | 48°51′39″ s. š., 14°17′18″ v. d. | Blanský les           | neznačeno                                                                                                |
| 6.  | Na skalce          | 1032          | 48°57′49″ s. š., 14°00′47″ v. d. | Libínská hornatina    | neznačeno                                                                                                |
| 7.  | Malá Kleť, JV      | 1028          | 48°51′38″ s. š., 14°17′25″ v. d. | Blanský les           | neznačeno                                                                                                |
| 8.  | Rohanovský vrch    | 1017          | 48°57′28″ s. š., 14°01′19″ v. d. | Libínská hornatina    | modrá turistická značka                                                                                  |
| 9.  | Na skalce, SZ      | 1003          | 48°58′00″ s. š., 14°00′00″ v. d. | Libínská hornatina    | neznačeno                                                                                                |
| 10. | Plešný, J          | 1001          | 48°52′07″ s. š., 14°06′51″ v. d. | Plešenská hornatina   | neznačeno                                                                                                |
| 11. | Rohanovský vrch, V | 1001          | 48°57′29″ s. š., 14°01′40″ v. d. | Libínská hornatina    | modrá turistická značka                                                                                  |
| 12. | Kamenáč            | 0990          | 49°11′41″ s. š., 13°22′59″ v. d. | Velhartická hornatina | neznačeno                                                                                                |
| 13. | Plošina            | 0972          | 49°14′52″ s. š., 13°15′27″ v. d. | Velhartická hornatina | neznačeno                                                                                                |
| 14. | Svinenský vrch     | 0972          | 49°12′57″ s. š., 13°20′50″ v. d. | Velhartická hornatina | neznačeno                                                                                                |
| 15. | Příčník            | 0962          | 48°50′54″ s. š., 14°07′06″ v. d. | Plešenecká hornatina  | neznačeno                                                                                                |
| 16. | Volovický vrch     | 0961          | 48°59′46″ s. š., 13°58′22″ v. d. | Libínská hornatina    | neznačeno                                                                                                |
| 17. | Dřevíč             | 0959          | 48°50′22″ s. š., 14°07′44″ v. d. | Plešenecká hornatina  | neznačeno                                                                                                |
| 18. | Bulový             | 0953          | 48°54′31″ s. š., 14°11′24″ v. d. | Blanský les           | neznačeno                                                                                                |
| 19. | Okolí              | 0953          | 48°41′17″ s. š., 14°14′37″ v. d. | Frymburská vrchovina  | neznačeno                                                                                                |
| 20. | Na zámku           | 0950          | 49°11′28″ s. š., 13°23′43″ v. d. | Velhartická hornatina | neznačeno                                                                                                |
| 21. | Vysoký les         | 0942          | 48°56′20″ s. š., 13°55′11″ v. d. | Libínská hornatina    | neznačeno                                                                                                |
| 22. | Sviňovický vrch    | 0935          | 48°57′31″ s. š., 13°58′37″ v. d. | Libínská hornatina    | neznačeno                                                                                                |
| 23. | Křeplický vrch     | 0932          | 49°00′31″ s. š., 13°57′40″ v. d. | Libínská hornatina    | neznačeno                                                                                                |
| 24. | Albertov           | 0932          | 48°53′57″ s. š., 14°12′12″ v. d. | Blanský les           | neznačeno                                                                                                |
| 25. | Bílý kámen         | 0931          | 48°51′12″ s. š., 14°17′39″ v. d. | Blanský les           | neznačeno                                                                                                |
| 26. | Běleč              | 0925          | 49°03′38″ s. š., 13°53′38″ v. d. | Bělečská vrchovina    | modrá turistická značka                                                                                  |
| 27. | Zámecký vrch       | 0921          | 49°09′34″ s. š., 13°34′36″ v. d. | Sušická vrchovina     | neznačeno                                                                                                |
| 28. | Zlatá stezka       | 0921          | 48°56′02″ s. š., 13°54′58″ v. d. | Libínská hornatina    | neznačeno                                                                                                |
| 29. | Poluška            | 0920          | 48°45′14″ s. š., 14°25′10″ v. d. | Rožmberská vrchovina  | neznačeno                                                                                                |
| 30. | Malá skála         | 0917          | 48°54′31″ s. š., 14°10′54″ v. d. | Blanský les           | neznačeno                                                                                                |
| 31. | Na kamenici        | 0914          | 49°04′23″ s. š., 13°43′22″ v. d. | Vacovská vrchovina    | neznačeno                                                                                                |
| 32. | Ktišská hora       | 0912          | 48°55′32″ s. š., 14°07′13″ v. d. | Žernovická vrchovina  | neznačeno                                                                                                |
| 33. | Vysočina           | 0912          | 48°49′30″ s. š., 14°07′38″ v. d. | Plešenecká hornatina  | neznačeno                                                                                                |
| 34. | Kraví hora         | 0910          | 48°44′51″ s. š., 14°24′31″ v. d. | Rožmberská vrchovina  | neznačeno                                                                                                |
| 35. | Mařský vrch        | 0908          | 49°04′22″ s. š., 13°50′51″ v. d. | Bělečská vrchovina    | červená turistická značka                                                                                |
| 36. | Mackův vrch        | 0905          | 48°55′53″ s. š., 14°07′24″ v. d. | Žernovická vrchovina  | neznačeno                                                                                                |
| 37. | Sedlo              | 0905          | 49°11′23″ s. š., 13°34′16″ v. d. | Sušická vrchovina     | červená turistická značka                                                                                |
| 38. | Hodslavský vrch    | 0902          | 48°40′34″ s. š., 14°13′44″ v. d. | Rožmberská vrchovina  | neznačeno                                                                                                |
| 39. | Libínský les       | 0900          | 48°58′18″ s. š., 13°59′21″ v. d. | Libínská hornatina    | neznačeno                                                                                                |

## Seznam vrcholů podle prominence

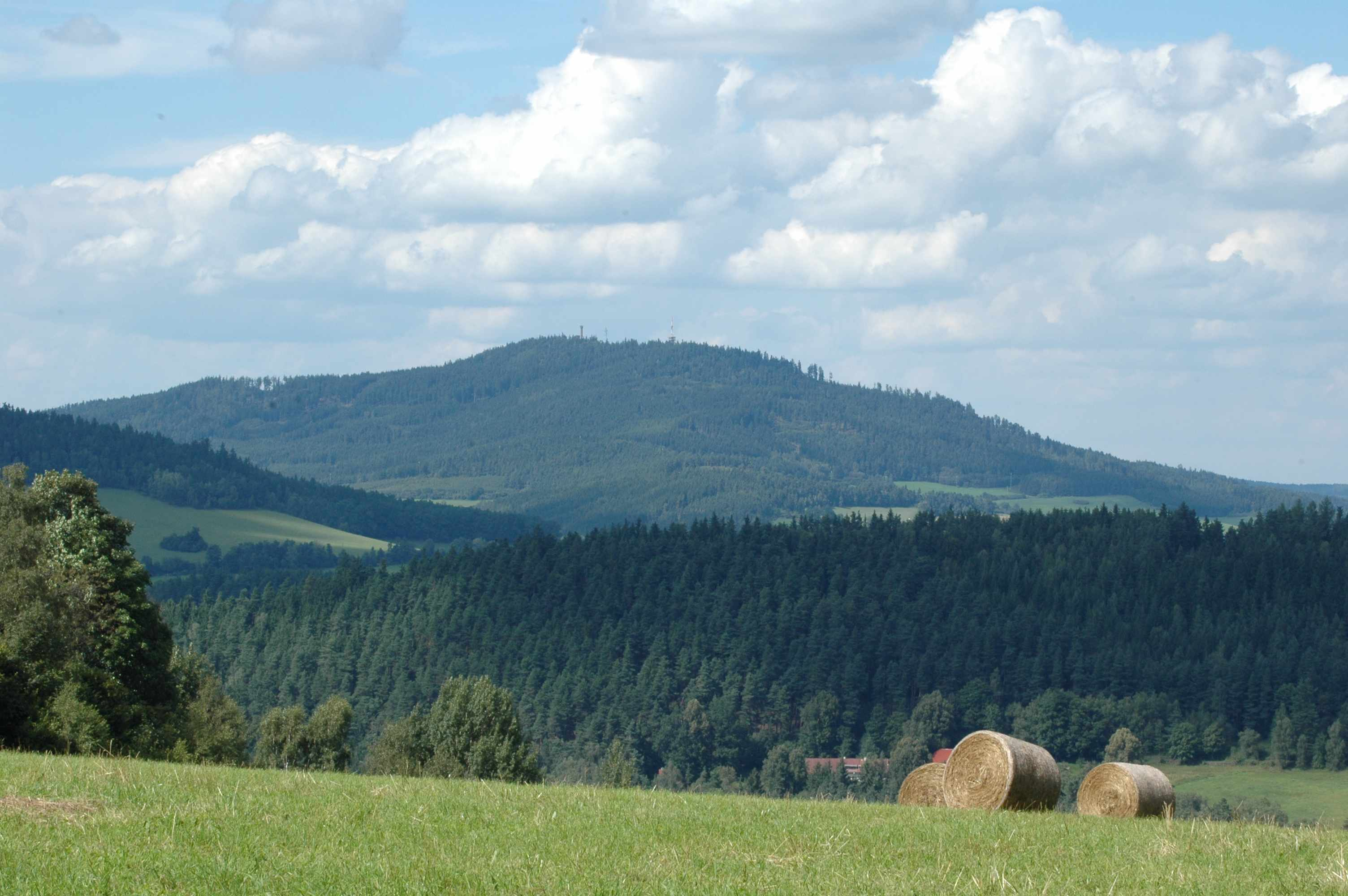
Svatobor (845 m)

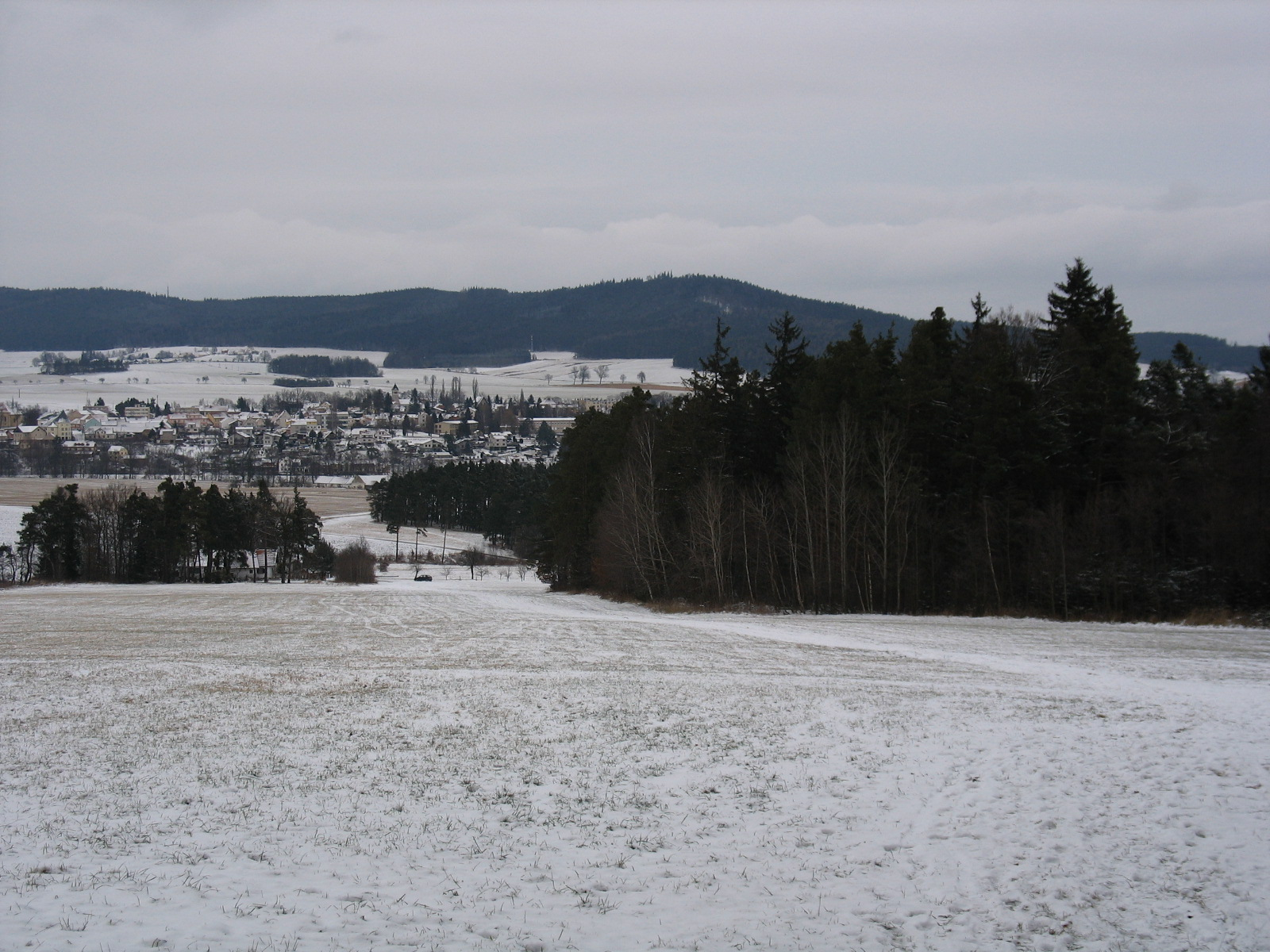
Kluk (741 m)

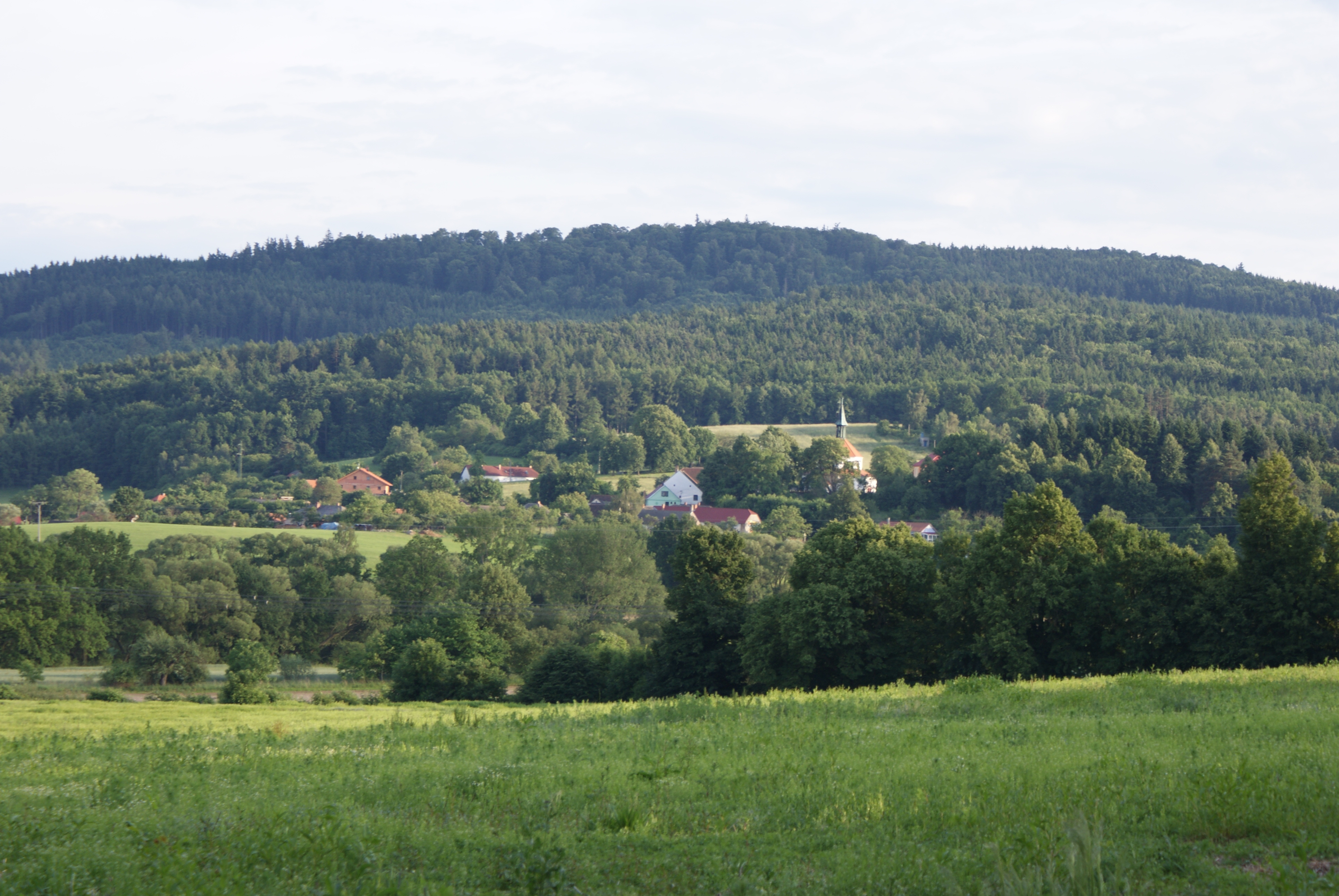
Hrad (667 m)

Seznam vrcholů podle prominence obsahuje všechny podšumavské vrcholy s prominencí (relativní výškou) nad 100 m bez ohledu na nadmořskou výšku. Celkem jich je 44. Nejprominentnějším vrcholem je Kleť (432 m) v geomorfologickém okrsku Blanský les. Nejvyšší Libín má prominenci 269 m a v pořadí je druhý.
| #   | Vrchol            | Výška m n. m. | Promi- nence | Izolace (km)            | Souřadnice                       | Přístup                                                                                                  |
| --- | ----------------- | ------------- | ------------ | ----------------------- | -------------------------------- | --- |
| 1.  | Kleť              | 1087          | 432          | 14,0 → Chlum            | 48°51′54″ s. š., 14°17′00″ v. d. | červená turistická značka · modrá turistická značka · zelená turistická značka · žlutá turistická značka |
| 2.  | Libín             | 1094          | 269          | 10,7 → Bobík            | 48°58′42″ s. š., 14°00′40″ v. d. | červená turistická značka · modrá turistická značka                                                      |
| 3.  | Poluška           | 0920          | 245          | 13,2 → Okolí            | 48°45′14″ s. š., 14°25′10″ v. d. | neznačeno                                                                                                |
| 4.  | Svatobor          | 0845          | 242          | 06,4 → Vosík            | 49°14′08″ s. š., 13°29′15″ v. d. | červená turistická značka · žlutá turistická značka                                                      |
| 5.  | Bulový            | 0953          | 210          | 05,9 → Plešný           | 48°54′31″ s. š., 14°11′24″ v. d. | neznačeno                                                                                                |
| 6.  | Borek             | 0866          | 183          | 04,1 → Teleček          | 49°15′03″ s. š., 13°23′48″ v. d. | neznačeno                                                                                                |
| 7.  | Žibřidovský vrch  | 0870          | 177          | 08,8 → Kraví hora       | 48°39′42″ s. š., 14°23′24″ v. d. | neznačeno                                                                                                |
| 8.  | Vidhošť           | 0759          | 176          | 06,0 → Křížovka         | 49°18′30″ s. š., 13°28′08″ v. d. | neznačeno                                                                                                |
| 9.  | Klenovec          | 0839          | 156          | 02,6 → Vrata            | 48°58′19″ s. š., 14°05′52″ v. d. | neznačeno                                                                                                |
| 10. | Ktišská hora      | 0912          | 154          | 03,9 → Chlumek          | 48°55′32″ s. š., 14°07′13″ v. d. | neznačeno                                                                                                |
| 11. | Buglata           | 0832          | 154          | 04,7 → Nad Vadkovem     | 48°57′46″ s. š., 14°11′55″ v. d. | neznačeno                                                                                                |
| 12. | Kluk              | 0741          | 153          | 05,4 → Kleť             | 48°55′26″ s. š., 14°19′46″ v. d. | červená turistická značka                                                                                |
| 13. | Svobodná hora     | 0640          | 153          | 05,2 → Hrad             | 49°07′23″ s. š., 14°07′00″ v. d. | žlutá turistická značka                                                                                  |
| 14. | Hrad              | 0667          | 149          | 07,2 → Velký Šibák      | 49°10′09″ s. š., 14°05′47″ v. d. | červená turistická značka                                                                                |
| 15. | Nuzerovská Stráž  | 0803          | 145          | 03,4 → Hamižná          | 49°11′36″ s. š., 13°28′09″ v. d. | neznačeno                                                                                                |
| 16. | Úliště            | 0689          | 136          | 03,9 → Boudovka         | 49°19′36″ s. š., 13°16′51″ v. d. | neznačeno                                                                                                |
| 17. | Velký Šibák       | 0673          | 135          | 07,9 → Uhřice           | 49°08′31″ s. š., 14°00′26″ v. d. | modrá turistická značka                                                                                  |
| 18. | Čepičná           | 0671          | 135          | 03,9 → Hřeben           | 49°16′18″ s. š., 13°34′56″ v. d. | neznačeno                                                                                                |
| 19. | Plešný            | 1066          | 134          | 02,0 → Chlum            | 48°52′30″ s. š., 14°07′04″ v. d. | neznačeno                                                                                                |
| 20. | Volovický vrch    | 0961          | 133          | 02,4 → Libín            | 48°59′46″ s. š., 13°58′22″ v. d. | neznačeno                                                                                                |
| 21. | Boudovka JZ       | 0731          | 133          | 04,5 → Háj              | 49°19′01″ s. š., 13°20′30″ v. d. | neznačeno                                                                                                |
| 22. | Želivský vrch     | 0770          | 132          | 02,8 → Křížový vrch     | 49°16′49″ s. š., 13°12′43″ v. d. | neznačeno                                                                                                |
| 23. | Běleč             | 0925          | 130          | 05,3 → V oboře          | 49°03′38″ s. š., 13°53′38″ v. d. | modrá turistická značka                                                                                  |
| 24. | Vrata             | 0856          | 129          | 02,6 → Mackův vrch      | 48°57′27″ s. š., 14°07′40″ v. d. | neznačeno                                                                                                |
| 25. | Kozník            | 0638          | 129          | 04,4 → Želenov          | 49°16′26″ s. š., 13°39′30″ v. d. | neznačeno                                                                                                |
| 26. | Sedlo             | 0905          | 128          | 02,7 → Zámecký vrch     | 49°11′23″ s. š., 13°34′16″ v. d. | červená turistická značka                                                                                |
| 25. | Herbertovský vrch | 0756          | 127          | 02,7 → Hradiště         | 48°36′15″ s. š., 14°20′45″ v. d. | neznačeno                                                                                                |
| 28. | Plošina           | 0972          | 124          | 02,2 → Můstek           | 49°14′52″ s. š., 13°15′27″ v. d. | neznačeno                                                                                                |
| 29. | Kalný vrch        | 0634          | 122          | 03,4 → Manina           | 49°12′04″ s. š., 13°54′18″ v. d. | neznačeno                                                                                                |
| 30. | Háj               | 0640          | 122          | 01,9 → Hřeben           | 49°13′57″ s. š., 13°35′28″ v. d. | neznačeno                                                                                                |
| 31. | Mlýnské vrchy     | 0815          | 119          | 01,5 → Albertov         | 48°52′44″ s. š., 14°11′25″ v. d. | neznačeno                                                                                                |
| 32. | Uhřice            | 0822          | 118          | 02,3 → Kokovec          | 49°05′14″ s. š., 13°55′20″ v. d. | neznačeno                                                                                                |
| 33. | Háj               | 0771          | 118          | 02,9 → Borek            | 49°16′36″ s. š., 13°22′02″ v. d. | neznačeno                                                                                                |
| 34. | Věnec             | 0765          | 117          | 01,7 → Bolíkovický vrch | 49°05′56″ s. š., 13°52′06″ v. d. | neznačeno                                                                                                |
| 35. | Velenecký vrch    | 0822          | 115          | 02,6 → kóta 864 m       | 48°40′58″ s. š., 14°20′22″ v. d. | neznačeno                                                                                                |
| 36. | Stráž             | 0743          | 115          | 02,5 → Zelený vrch      | 48°59′41″ s. š., 14°08′09″ v. d. | neznačeno                                                                                                |
| 37. | Nad Skalným       | 0881          | 113          | 05,2 → Vysočina         | 48°46′39″ s. š., 14°08′29″ v. d. | neznačeno                                                                                                |
| 38. | Lučenický vrch    | 0867          | 109          | 02,0 → Libín            | 48°58′33″ s. š., 14°03′17″ v. d. | neznačeno                                                                                                |
| 39. | Okolí             | 0956          | 108          | 04,1 → Kaliště          | 48°41′34″ s. š., 14°14′35″ v. d. | neznačeno                                                                                                |
| 40. | Šibeník           | 0787          | 105          | 02,2 → Bulový           | 48°56′04″ s. š., 14°10′19″ v. d. | neznačeno                                                                                                |
| 41. | Velká kakada      | 0564          | 105          | 02,5 → Holý vrch        | 49°14′38″ s. š., 13°55′52″ v. d. | neznačeno                                                                                                |
| 42. | Vysoký les        | 0942          | 101          | 03,1 → Bobík            | 48°56′20″ s. š., 13°55′11″ v. d. | neznačeno                                                                                                |
| 43. | Kříchová          | 0776          | 101          | 02,5 → Zahořánky        | 48°46′35″ s. š., 14°20′11″ v. d. | neznačeno                                                                                                |
| 44. | Kalený vrch       | 0828          | 100          | 03,5 → Kohoutová        | 49°07′33″ s. š., 13°45′13″ v. d. | neznačeno                                                                                                |